# Italien i Eurovision Song Contest 2012
Italien deltog i Eurovision Song Contest 2012 i Baku i Azerbajdzjan.

## Uttagning
Den 5 december 2011 meddelade TV-bolaget att man skulle välja sin artist genom den kommande upplagan av San Remo-festivalen. Under finalen den 18 februari 2012 meddelades det att juryn hade bestämt att det var Nina Zilli som skulle representera landet i Baku även om hon inte var den som vann hela tävlingen. Vid festivalen hade hon framfört låten "Per sempre" men det var först inte bestämt om Zilli skulle framföra just den låten i Eurovision eller någon annan. Den 3 mars meddelades det att hon faktiskt skulle framföra "Per sempre" men tio dagar senare, den 13 mars, ändrades beslutet och istället blev det klart att Zilli skulle sjunga en annan av hennes låtar i finalen den 26 maj, "L'amore è femmina".

## Vid Eurovision
Italien deltog i finalen den 26 maj. Där hade de startnummer 10. De hamnade på 9:e plats med 101 poäng. Italien fick poäng från 25 av de 41 röstande länderna men ingen tolvpoängare. Den högsta poängen de fick från ett och samma land var de 10 poäng som gavs av Malta.